# Chikara Fujimoto
Chikara Fujimoto (jap. 藤本 主税, Fujimoto Chikara; * 31. Oktober 1977 in Ube, Präfektur Yamaguchi) ist ein ehemaliger japanischer Fußballspieler.

## Nationalmannschaft
2001 debütierte Fujimoto für die japanische Fußballnationalmannschaft. Fujimoto bestritt zwei Länderspiele.